# 永山光幹
永山 光幹（ながやま こうかん、本名：茂、1920年3月21日 - 2010年3月22日）は、日本の刀剣研師。人間国宝（重要無形文化財保持者）。

## 経歴
神奈川県中郡相川村（現・厚木市）出身。1934年（昭和9年）、刀剣研磨、鑑定家の大家である本阿彌光遜に入門。1941年（昭和16年）に招集され、歩兵第49連隊に入営、中国へ出征する。現地でも軍刀研磨に従事。1946年（昭和21年）に復員し、本阿彌に再入門。
1955年（昭和30年）に本阿彌家免許皆伝。財団法人日本美術刀剣保存協会主催研磨技術等発表会において無鑑査、同審査員。翌年、神奈川県平塚市で研磨業を開業。1961年（昭和36年）6月、日本美術刀剣保存協会貴重刀剣審査員、同研磨技術等講習会講師。1968年（昭和43年）、平塚に永山美術刀剣研磨研修所を設立。旧来の内弟子と相違し、短期間で効率的に刀剣研磨師を育てる機関として、多数の有能な研師を輩出する。
1971年（昭和46年）、神奈川県大磯町文化財保護委員。翌年、日本美術刀剣保存協会主催新作名刀展審査員。1978年（昭和53年）、ユネスコ本部の要請によりイタリア・ベニスの東洋美術館所蔵の刀剣類を調査。帰国後、同館所蔵の日本刀10振を研磨。1985年（昭和60年）、神奈川県銃砲刀剣類登録審査員。1997年（平成7年）、日本美術刀剣保存協会重要・特別重要刀剣審査員。1998年（平成10年）、重要無形文化財保持者（人間国宝）に認定される。2000年（平成12年）、勲四等旭日小綬章を受章。2010年没。
日本美術刀剣保存協会理事。日本美術刀剣保存協会湘南支部・同川崎支部相談役。研磨技術保存会副幹事長。幹枝会相談役。大磯刀剣会・平塚刀剣会・藤沢刀剣会・川崎刀剣会・静岡観刀会・静岡永楽会・佐野美術館友の会刀剣の部講師。

## 主な研磨作
- 春日大社所蔵刀剣類（国宝）
- 太鼓鐘貞宗（重要文化財）
- 山伏国広（重要文化財）

## 著作
- 「日本刀を研ぐ」（雄山閣）
- 「日本刀鑑定読本」（青雲書院）